# Звено
Політична група «Звено» (укр. Ланка) — громадсько-політична організація, що існувала в Болгарії з 1927 до 1949 року.

## Історія
Звено було засновано у квітні 1927 року групою інтелігентів на чолі з Дімо Казасовим. Соціальною базою партії були інтелігенти, військові та політичні діячі (соціал-демократи, радикали, демократи).
Члени Ланки виступали за державницьку і корпоративну економіку, і були проти політичних партій і терору Внутрішньої Македонської Революційної Організації (ВМРО), македонського визвольного руху. Ланка була також тісно пов'язана з Військовою лігою, організацією, що стоїть за переворотом в 1923 році, відповідальною за вбивство прем'єр-міністра Олександра Стамболійського.
19 травня 1934 року, члени Ланки Дам'ян Велчев і Кімон Георгієв прийшли до влади, де встановили авторитарний режим. Георгієв став прем'єр-міністром. Вони розганяють всі партії і профспілки, відкрито нападають на ВМРО. Їх уряд ввів корпоративну економіку, подібну до Беніто Муссоліні в Італії. Будучи націоналістичною організацією, Звено змінила багато турецьких топонімів сіл і міст Болгарії османської епохи на болгарські. Цар Борис III, противник Ланки, організував державний переворот за допомогою генерала Пенчо Златева, який став прем'єр-міністром (січень 1935). У квітні 1935 року він був замінений цивільним, Андрієм Тошевим. Після участі в державному перевороті у Болгарії 1934 прихильники Звено заявили про свій намір негайно укласти союз з Францією і домагатися об'єднання Болгарії в цілісну Югославію.  Звено підтримувала цілісну Югославію, яка включала б Болгарію, а також Албанію.
Один з лідерів партії, Кімон Георгієв, двічі очолював уряд країни. Після скасування Тирновської конституції, розпуску Народних зборів та ліквідації парламентського управління в країні було встановлено безпартійне авторитарне управління, а «Звено» саморозпустилась.
1 жовтня 1944 року «Звено» офіційно відновила свою діяльність під назвою Народний союз «Ланка».
У лютому 1949 року на конференції партії було ухвалено рішення щодо саморозпуску.
Друковані органи — газета «Звено» (1928—1934), вісник «Изгрев» (1932—1934 та 1944—1949) й газета «Бразда» (1936—1942 та 1945—1948).